# Trichocerca maior
Trichocerca maior is een raderdiertjessoort uit de familie Trichocercidae. De wetenschappelijke naam van deze soort is voor het eerst geldig gepubliceerd in 1935 door Hauer.